# Улица Гагарина (Ярославль)
У́лица Гага́рина — улица в южной части города Ярославля, главная улица жилого района Нефтестрой и Южной промышленной зоны. Проходит от Московского проспекта до 6-й проходной Новоярославского НПЗ.

## История
Название присвоено 19 апреля 1961 года в честь Юрия Гагарина — первого в мире космонавта.

## Здания и сооружения

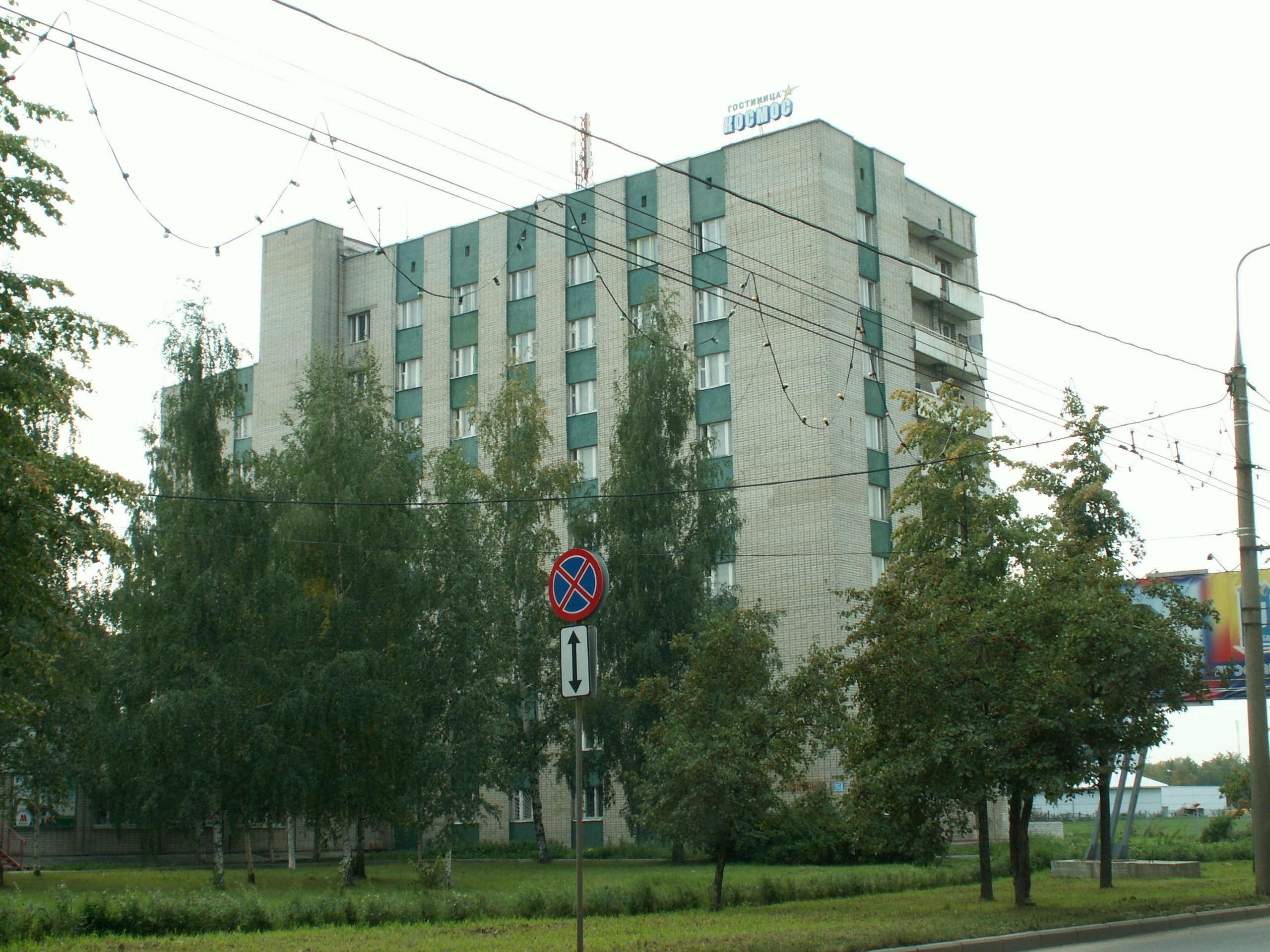
Гостиница «Космос»

Часть улицы (от Московского проспекта до Юго-западной окружной дороги) застроена преимущественно жилыми зданиями, после располагается промышленная зона. В Южной промзоне находятся НПЗ, Битумный завод, Яртехуглерод, ТЭЦ-3 и другие предприятия.
- № 8 — Ярославский промышленно-экономический колледж (ЯПЭК)
- № 10 — Ярославский медицинский колледж
- № 11 — гостиница «Космос»
- № 12, 12к1, 12к2, 12к4 — корпуса Клинической больницы № 10
- № 15 — Арена-2000
- № 28 — Торговый центр «Лотос-М»
- № 39 — Детская библиотека Филиал № 03
- № 57 — Государственный региональный центр стандартизации, метрологии и испытаний в Ярославской области ФБУ
- № 61 — Троллейбусное депо №2